# Raymond Thorne
Raymond Thorne (n. 29 aprilie 1887, Chicago, Illinois, SUA – d. 10 ianuarie 1921, Los Angeles, California, SUA) a fost un înotător american, medaliat olimpic. A participat la o ediție a Jocurilor Olimpice (1904) în care a câștigat două medalii de argint.